# Uganda Commercial Bank Football Club
Uganda Commercial Bank Football Club est un club ougandais de football basé à Kampala, la capitale du pays. Il compte à son palmarès un titre de champion d'Ouganda remporté dans les années 1970.

## Histoire
Le club débute en première division ougandaise lors de la saison 1976. Trois ans plus tard, il remporte son seul titre national avec un succès en championnat. En Coupe nationale, il ne parvient pas à inscrire son nom au palmarès, malgré trois finales disputées, et perdues, entre 1978 et 1981. L'UCB est relégué à l'issue de la saison 1987. Après quatre années passées en division inférieure, il effectue un dernier passage parmi l'élite, entre 1992 et 1994, avant de quitter définitivement la première division.
Son titre en championnat aurait dû permettre au club de participer à la plus prestigieuse des compétitions africaines, la Coupe des clubs champions africains. Pour une raison indéterminée, il déclare forfait pour le premier tour, où il est opposé au club nigérian du Bendel Insurance. Il prend également part à la Coupe CECAFA des clubs 1980, qui tourne au fiasco avec trois défaites en trois rencontres.

## Palmarès
- Championnat d'Ouganda (1)  
  - Vainqueur en 1979

- Coupe d'Ouganda (2) 
  - Finaliste en 1978, 1979 et 1981